# Raimund Theis
Raimund Theis  (* 15. April 1928; † 18. September 2003) war ein deutscher Romanist.

## Leben und Werk
Theis wurde 1953 an der Universität zu Köln promoviert mit der Arbeit Untersuchungen über „Poesie“ und „Kunst“ bei André Gide (Köln 1954). Er habilitierte sich 1971 an der gleichen Universität mit der Schrift Zur Sprache der „cité“ in der Dichtung. Untersuchungen zum Roman und zum Prosagedicht (Frankfurt am Main, Klostermann, 1972) und wurde Gründungsprofessor für Romanistik an der Universität-Gesamthochschule Duisburg.

## Weitere Werke
- André Gide, Darmstadt, Wissenschaftliche Buchgesellschaft, 1974 (Erträge der Forschung 32).
- Auf der Suche nach dem besten Frankreich. Zum Briefwechsel von Ernst Robert Curtius mit André Gide und Charles Du Bos, Frankfurt am Main, Klostermann, 1984.
- (Hrsg. mit Hans T. Siepe) Le plaisir de l'intertexte. Formes et fonctions de l'intertextualité (roman populaire, surréalisme, André Gide, nouveau roman). Actes du colloque à l'Université de Duisburg 1985, Frankfurt am Main, Lang, 1986, 1989.
- (Hrsg. mit Peter Schnyder) André Gide, Gesammelte Werke, 12 Bde., Stuttgart, Deutsche Verlags-Anstalt, 1989–2000.
  - Band I: Stirb und Werde; Tagebuch 1889–1902
  - Band II: Tagebuch 1903–1922
  - Band III: Tagebuch 1923–1939
  - Band IV: Tagebuch 1939–1949; Et nunc manet in te; Kurze autobiographische Texte
  - Band V: Kongoreise; Rückkehr aus dem Tschad
  - Band VI: Zurück aus Sowjetrußland; Retuschen zu meinem Rußlandbuch; Soziale Pläydoyers
  - Band VII: Die Hefte des André Walter; Traktat vom Narziß; Die Reise Urians; Der Liebesversuch; Paludes; Der schlechtgefesselte Prometheus; Der Immoralist; Die Rückkehr des verlorenen Sohnes
  - Band VIII: Die enge Pforte; Isabelle; Die Verliese des Vatikans
  - Band IX: Die Falschmünzer; Tagebuch der Falschmünzer
  - Band X: Pastoralsymphonie; Die Schule der Frauen; Robert; Geneviève; Theseus
  - Band XI: Das lyrische und szenische Werk
  - Band XII: Das essayistische Werk
- (Hrsg. mit Hans T. Siepe) André Gide und Deutschland = André Gide et l'Allemagne, Düsseldorf, Droste, 1992.
- (Hrsg.) Franz Blei – André Gide. Briefwechsel (1904–1933), Darmstadt, Wissenschaftliche Buchgesellschaft, 1997.